# 겐겐
겐겐(乾元, けんげん)은 일본의 연호(元号) 중 하나이다.
- 전후 : 쇼안(正安) 이후 - 가겐(嘉元) 이전.
- 시기 : 1302년
- 천황 : 고니조 천황
- 쇼군 : 가마쿠라 막부의 히사아키 친왕
- 싯켄 : 호조 모로토키

## 개원(改元)
- 쇼안 4년 11월 21일(율리우스력 1302년 12월 10일), 고니조 천황의 즉위에 맞춰 개원.
- 겐겐 2년 8월 5일(율리우스력 1303년 9월 16일), 가겐으로 개원된다.

## 출전
『주역』의 「大哉乾元、万物資始、乃統天」.

## 서력과의 대조표
| 겐겐 | 원년   | 2년    |
| ---- | ------ | ------ |
| 서력 | 1302년 | 1303년 |
| 간지 | 임인   | 계묘   |

## 같이 보기
- 일본의 연호 일람
- 건원(乾元) : 당나라(唐)의 연호(758년 ~ 760년).

| 이전 쇼안 | 일본의 연호 1302년 ~ 1303년 | 다음 가겐 |